# Molendoa taeniatifolia
Molendoa taeniatifolia är en bladmossart som beskrevs av Theodor Carl Karl Julius Herzog 1943. Molendoa taeniatifolia ingår i släktet klyftmossor, och familjen Pottiaceae. Inga underarter finns listade i Catalogue of Life.